# 服務の宣誓
服務の宣誓（ふくむのせんせい）とは、日本において公務員に課せられた義務の一つ。宣誓の文言は、職種により様々であるが、ほとんどの場合「憲法第15条・第99条を肝に銘じる」と必ず記されている。職員が公務員ではない非特定独立行政法人や国立大学法人でも新入職員に服務の宣誓をさせる場合がある。

## 宣誓の義務
日本の公務員のうち、服務の宣誓の義務を負うのは、以下に列挙するものである。
- 一般職の（＝特別職でない）国家公務員[1][2]
- 一般職の地方公務員[3]
- 人事官[4]
- 自衛隊員[5]
- 裁判官・裁判官の秘書官以外の裁判所職員[6]

## 宣誓の方式
一般職の国家公務員の場合、服務の宣誓は、新たに職員となった者が、その職務に従事する前に、任命権者又はその指定する職員の面前において宣誓書に署名して、任命権者に提出することにより行う。警察学校では、入学式において学生総代が朗読する。

## 一般行政職公務員
- 職員の服務の宣誓に関する政令（昭和41年2月10日政令第14号）によって定められた国家公務員の服務の宣誓

「国家公務員倫理カード」にも、これに基づく“公僕としてするまじき事”が記されている。
- 職員の服務の宣誓に関する条例（昭和26年2月22日東京都条例第15号）によって定められた地方公務員（東京都職員）の服務の宣誓

## 人事官
人事院の人事官は、任命後、職務を行う前に、最高裁判所長官の面前で、最高裁判所事務総長と人事院事務総長の立会いのもと、次の宣誓に署名することになっている。

## 裁判所職員
裁判所職員のうち、裁判官・裁判官の秘書官については、服務の宣誓の提出義務が課されていない。
- 裁判所職員の服務の宣誓に関する規程（昭和24年10月3日最高裁判所規程第21号）によって定められた裁判所職員の服務の宣誓

## 警察職員
- 警察職員の服務の宣誓に関する規則（昭和29年7月1日国家公安委員会規則第7号）によって定められた警察庁職員の服務の宣誓

## 消防職員
- 消防職員宣誓規程（昭和57年10月1日消防規程第1号）によって定められた消防職員の服務の宣誓

## 自衛隊
三島事件まで“憲法に遵う”の語句は存在しなかった。追加されたのは事件3年後、1973年のことである。

### 隊員
- 自衛隊法施行規則（昭和29年6月30日総理府令第40号）によって定められた自衛隊員（行政職の事務官・技官を含む）の服務の宣誓

### 自衛官候補生
- 自衛隊法施行規則によって定められた自衛官候補生の服務の宣誓

### 防衛大学校学生
- 自衛隊法施行規則によって定められた防衛大学校学生の服務の宣誓

### 防衛医科大学校学生
- 自衛隊法施行規則によって定められた防衛医科大学校学生の服務の宣誓

### 陸上自衛隊高等工科学校生徒
- 自衛隊法施行規則によって定められた陸上自衛隊高等工科学校生徒の服務の宣誓

### 予備自衛官
- 自衛隊法施行規則によって定められた予備自衛官の服務の宣誓

### 即応予備自衛官
- 自衛隊法施行規則によって定められた即応予備自衛官の服務の宣誓

### 予備自衛官補
- 自衛隊法施行規則によって定められた予備自衛官補の服務の宣誓

### 幹部自衛官
- 自衛隊法施行規則によって定められた幹部自衛官の服務の宣誓

## 独立行政法人等職員

### 国立大学法人鳴門教育大学職員
- 国立大学法人鳴門教育大学職員の服務の宣誓に関する規程によって定められた服務の宣誓